# Kenneth Kempes
Kenneth Roel Kempes (Suriname, 1953) is een Surinaams ex-militair. Wegens zijn betrokkenheid bij de Decembermoorden van 8 december 1982 werd hij in 2019 tot tien jaar gevangenisstraf veroordeeld.
Kempes was korporaal in het leger van Suriname. Hij diende in de zogenaamde Verzorgingscompagnie en was medeverantwoordelijk voor de bevoorrading van het leger. In werkelijkheid was hij een van de persoonlijke lijfwachten van Desi Bouterse.

## Decembermoorden-proces
Kempes was een van de 25 verdachten die terecht moesten staan in het proces inzake de Decembermoorden dat in 2007 begon. Hij werd verdacht van directe betrokkenheid bij de executies van de vijftien tegenstanders van het regime-Bouterse. Zijn verblijfplaats was onbekend en zijn dagvaarding werd daarom aangeplakt bij de ingang van de zittingszaal op de militaire basis in Boxel.

Volgens een mede-verdachte zouden ze op 8 december 1982 schoten uit uzi's en gegil van mensen hebben gehoord. Kempes zou toen hebben gezegd, doelend op Paul Bhagwandas: "A Bakk e soetoe deng man". ('Bakk is op die mannen aan het schieten.')
Op 29 november 2019 werd Kempes door de Surinaamse krijgsraad tot tien jaar gevangenisstraf veroordeeld. Zijn verblijfplaats is niet bekend.